# Roald Aas
Roald Edgar Aas (Oslo, 25 de marzo de 1928-Oslo, 18 de febrero de 2012) fue un patinador de velocidad y ciclista noruego. Aas fue uno de los dos patinadores noruegos de la década de los 50 después de Hjalmar Andersen y Knut Johannesen. Fue campeón noruego en una ocasión en 1956 y acabó segundo en siete ocasiones.
Aas participó en todos los campeonatos internacional entre 1951 y 1960, casi siempre acabando entre los diez primeros. Ganó el bronce en el Campeonato Mundial de 1958, y dos en el Campeonato Europeo en 1957 y 1960. En Juegos Olímpicos de 1952, ganó el bronce en los 1500 m, mientras que en los Juegos Olímpicos de 1960, ganó el oro junto a Yevgueni Grishin.
Aas también fue un ciclista de éxito, ganado el Campeonato Noruego de ciclismo de 1956 tanto en la categoría de ruta como de montaña. Por sus éxitos en estad dos especialidades, Aas consiguió el prestigioso Egebergs Ærespris en 1956.
Hasta 1956, Aas representó el Oslo Idrettslag (Oslo Sports Club) – desde 1957, representó el Oslo Skøiteklub (Oslo Skating Club). Cuanto acabó su carrera en el patinaje, fue entrenador del Oslo Skøiteklub.
Después de su retiro, trabajó como mánager para la compañía dental Jordan.

## Palmarés internacional
| Juegos Olímpicos   | Juegos Olímpicos               | Juegos Olímpicos  | Juegos Olímpicos  |
| Año                | Lugar                          | Medalla           | Prueba            |
| ------------------ | ------------------------------ | ----------------- | ----------------- |
| 1952               | Oslo ( Noruega)                | Medalla de bronce | 1500 m            |
| 1960               | Squaw Valley ( Estados Unidos) | Medalla de oro    | 1500 m            |
| Campeonato Mundial |                                |                   |                   |
| 1958               | Helsinki (Finlandia)           | Medalla de bronce | Programa completo |
| Campeonato Europeo |                                |                   |                   |
| 1957               | Oslo (Noruega)                 | Medalla de bronce | Programa completo |
| 1960               | Oslo (Noruega)                 | Medalla de bronce | Programa completo |

## Récords personales
| Evento  | Resultado | Fecha                 | Lugar        | WR      |
| ------- | --------- | --------------------- | ------------ | ------- |
| 500 m   | 42.3      | 28 de febrero de 1960 | Squaw Valley | 40.2    |
| 1000 m  | 1:27.4    |                       |              |         |
| 1500 m  | 2:10.4    | 26 de febrero de 1960 | Squaw Valley | 2:06.3  |
| 3000 m  | 4:41.7    | 22 de marzo de 1958   | Geilo        | 4:40.2  |
| 5000 m  | 8:01.6    | 29 de enero de 1956   | Misurina     | 7:45.6  |
| 10000 m | 17:08.2   | 19 de enero de 1958   | Notodden     | 16:32.6 |